# Joe Keenan (Fußballspieler)
Joseph John „Joe“ Keenan (* 14. Oktober 1982 in Southampton, England) ist ein ehemaliger englischer Fußballspieler. 

## Karriere
Keenans Karriere begann beim englischen Topclub FC Chelsea, wo er sich aufgrund von Verletzungen und anderen Faktoren nie durchsetzen konnte. Seine schwerste Verletzung, ein Beinbruch, zog er sich im Oktober 2002 gegen die Reservemannschaft vom FC Arsenal zu. Sein Debüt für Chelsea gab er im selben Jahr, als er gegen Aston Villa für John Terry eingewechselt wurde. 2003 wechselte er in die belgische Jupiler League zum KVC Westerlo. Über den FC Brentford und Eastbourne Borough in den Jahren 2005 und 2006 in England und Willem II Tilburg in der niederländischen Eredivisie (zwischen 2006 und 2007), kam er 2007 zum australischen Erstligisten Melbourne Victory. Auch hier hielt es Keenan nicht lange und so wechselte er zur Saison 2008/09 nach Schottland zu Hibernian Edinburgh. Nach 15 Ligaspielen und seiner Freistellung zum Ende der Saison 2008/09 kehrte er im Dezember 2009 nach Australien zurück und unterzeichnete im Dezember 2009 beim South Melbourne FC in der Victorian Premier League einen neuen Vertrag. Zwischenzeitlich wurde er noch an Adelaide United verliehen und beendete 2013 seine Karriere in Melbourne.